# Цанба (фамилия)

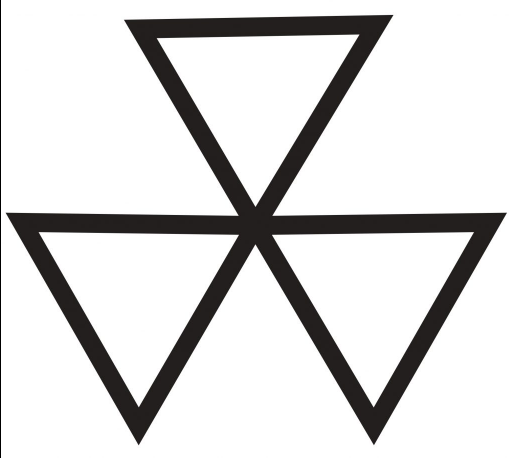
Тамга фамилии Цанба

Ца́нба, Цамба Цанд (абх. мн. ч.: Цанаа, Цамбая; русская форма: Цанбовы) — абхазская княжеская фамилия известная с античности. Владела землями по берегу Чёрного моря и вглубь гор от реки Махадыр до реки Жвава-Квара и Гагрского карниза. По имени рода называется посёлок Цандрипш в Абхазии. Название посёлка означает «имение Цандов».

## История
Род упоминается с античности как княжеская династия области Санигии. Само наименование племени санигов, по мнению Ш. Д. Инал-Ипа, восходит к родовому имени Сан/Цан. После окончания Кавказской войны все князья из рода Цанба со своими вассалами-дворянами и крестьянами переселились в пределы Османской империи.

## Главы дома
- Инал Цанба
- Леван Цанба

## Дворянские роды-вассалы
- Багба